# Нота (парфюмерия)

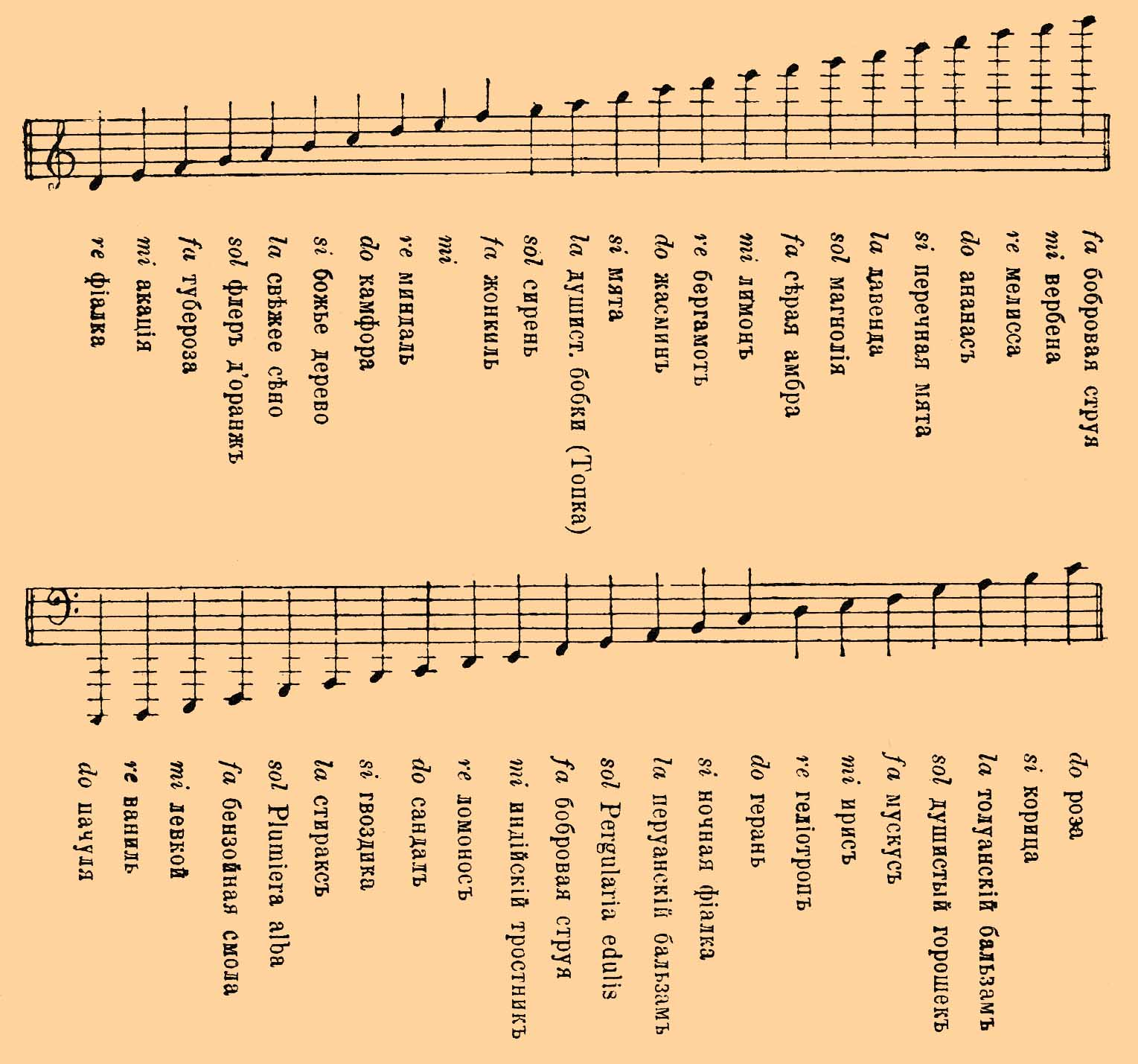
Рисунок из статьи «Духи» в «ЭСБЕ»

Но́та — класс в классификации эфирных масел и других ароматических веществ по скорости их испарения. Ноты делятся на верхние (они же головные, начальные), средние (основные, сердцевинные, сердечные) и базовые (фоновые, конечные). Такое деление часто изображают в виде пирамиды, разделённой на три части. Концепция парфюмерной пирамиды впервые появилась в XIX веке. Франсуа Коти, создатель легендарного аромата Chypre (1917), считается одним из пионеров, популяризировавших эту концепцию. 

## Верхние ноты
К верхним нотам относятся вещества, которые очень быстро испаряются. Например, эфирное масло лимона.

## Средние ноты
К средним нотам относятся вещества, которые испаряются умеренно. Например, розовая эссенция.

## Базовые ноты
К базовым нотам относятся вещества, которые испаряются медленно. Например, сандал.

## Изменение запаха
Запах может меняться из-за того, что сначала испарится верхняя нота, затем средняя и так далее. Например, если смешать масла кедра и лимона, сначала мы будем чувствовать и кедр, и лимон, но через 4 дня лимон, который является верхней нотой композиции, начнет чувствоваться меньше, но будет способен придать кедру совсем другой оттенок запаха.